# Вікіпедія мовою хауса
Вікіпедія мовою хауса (хауса Wikipedia) — розділ Вікіпедії мовою хауса. Створена у 2002 році. Вікіпедія мовою хауса станом на 19 серпня 2025 року містить 68 683 статті, 36 911 зареєстрованих користувачів, 196 активних дописувачів, 14 адміністраторів
. Загальна кількість сторінок у Вікіпедії мовою хауса — 104 194, редагувань — 701 136, мультимедійні файли відсутні
. Глибина (рівень розвитку мовного розділу) Вікіпедії мовою хауса дуже мала і становить лише 1.8 пунктів
. 

## Історія
- Квітень 2009 — створена 100-та стаття[3].
- Липень 2014 — створена 1 000-на стаття[3].